# الطوابع البريدية والتاريخ البريدي للشارقة
كان البريد المدني من الشارقة يمر عبر مكتب البريد في دبي حتى عام 1963. مر البريد العسكري من القوات البريطانية المتمركزة في المنطقة عبر مطار سلاح الجو الملكي في الشارقة.

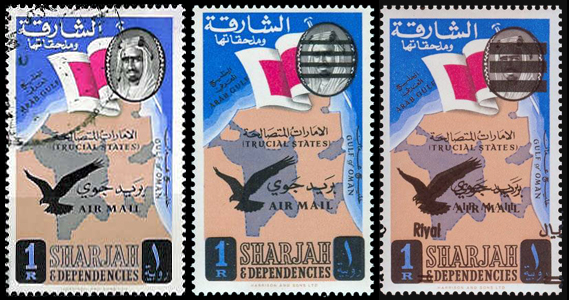
أول إصدار نهائي لطوابع بريد الشارقة (الإمارات العربية المتحدة)، ريال واحد، 1963 و1965، مع طباعة صقر بن سلطان القاسمي بعد الانقلاب.

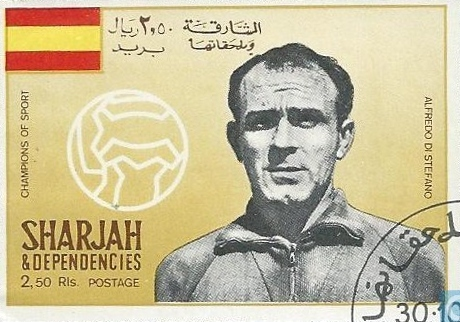
طابع بريدي من الشارقة عام 1968 يصور لاعب كرة قدم ألفريدو دي ستيفانو.

وفي 10 يوليو 1963، افتتحت الشارقة مكتب بريد خاصاً بها وبدأت في إصدار طوابعها وقرطاسيتها البريدية تحت اسم الشارقة وتوابعها (التي شملت كلباء، وخورفكان، ودبا). كانت هناك أيضًا طبعة إضافية غير مصرح بها باستخدام الحمرية، وهي مدينة ساحلية انفصالية في كثير من الأحيان ولكنها تخضع رسميًا للشارقة والتي لم تحصل أبدًا على الاعتراف بدولة إمارات الساحل المتصالح  في حد ذاتها.
انضمت الشارقة وتوابعها إلى دولة الإمارات العربية المتحدة في 2 ديسمبر 1971، لكنها استمرت في إصدار طوابعها الخاصة. وفي 31 يوليو 1972، تولت دولة الإمارات العربية المتحدة كامل المسؤوليات البريدية. ومع ذلك، واصلت الشارقة استخدام طوابعها الخاصة حتى إصدار أول سلسلة نهائية لدولة الإمارات العربية المتحدة في 1 يناير 1973. ومن المعروف أن الأغلفة التي تحتوي على طوابع مختلطة من الإمارات العربية المتحدة والشارقة معروفة.

## قضايا الكثبان الرملية
في عام 1963، تنازلت بريطانيا عن مسؤوليتها عن الأنظمة البريدية في الإمارات المتصالحة. رأى رجل أعمال أمريكي من هواة جمع الطوابع يُدعى فينبار كيني الفرصة لإنشاء عدد من إصدارات الطوابع التي تستهدف سوق هواة جمع الطوابع المربحة، وفي عام 1964 أبرم صفقة مع عدد من الإمارات المتصالحة للحصول على امتياز إنتاج الطوابع لصالحهم. الحكومات المعنية. كان كيني متخصصًا في توقيع هذه الصفقات، كما وقع أيضًا مع منامة (عجمان) والفجيرة في عام 1964 - والتورط في قضية رشوة في الولايات المتحدة الأمريكية بشأن تعاملاته مع حكومة جزر كوك. ويعد إصدار الطوابع الصادرة من منطقة المنامة التابعة لعجمان - وهي قرية زراعية صغيرة في السهول النائية حيث افتتح "مكتب بريد" - مثالاً ممتازاً على ذلك.
أصبحت هذه الطوابع، التي وضح بشكل صارخ ولا علاقة لها بالإمارات الفعلية التي زعمت أنها تنتمي إليها (الإصدارات التي شملت "أبحاث الفضاء" و"ألعاب طوكيو الأولمبية") تُعرف باسم "الكثبان الرملية". وسرعان ما أدى انتشارها إلى التقليل من قيمتها. ولهذا السبب، فإن العديد من الفهارس الشعبية لا تدرجها.